# Campeonato Mundial de Esgrima de 1962
O Campeonato Mundial de Esgrima de 1962 foi a 31ª edição do torneio organizado pela Federação Internacional de Esgrima (FIE). O evento foi realizado em Buenos Aires, Argentina. 

## Resultados
Os resultados foram os seguintes. 
Masculino
| Evento             | Ouro | Prata | Bronze |
| Espada individual  | Hungria · István Kausz                                                                                                | Hungria · Tamás Gábor                                                                                        | França · Yves Dreyfus |
| Espada por equipe  | França · Yves Dreyfus · Jacques Guittet · Gérard Lefranc · Claude Bourquard                                           | Suécia · Göran Abrahamsson · Ivar Genesjö · Hans Lagerwall · Orvar Lindwall · John Sandwall                  | União Soviética · Arnold Chernushevich · Valentin Chernikov · Bruno Jabárov · Dmitri Liulin · Alekséi Nikanchikov · Aleksandr Pavlovski |
| Florete individual | União Soviética · German Sveshnikov                                                                                   | Polónia · Witold Woyda                                                                                       | Alemanha Ocidental · Jürgen Brecht |
| Florete por equipe | União Soviética · Guerman Sveshnikov · Yuri Sisikin · Mark Midler · Viktor Zhdanovich · Yuri Osipov · Yevgueni Riumin | Hungria · József Gyuricza · Jenő Kamuti · László Kamuti · Kazmer Pacsery · József Sákovics · Sándor Szabó    | Polónia · Egon Franke · Henryk Nielaba · Janusz Różycki · Zbigniew Skrudlik · Ryszard Parulski · Witold Woyda                           |
| Sabre individual   | Hungria · Zoltán Horváth                                                                                              | Polónia · Jerzy Pawłowski                                                                                    | França · Claude Arabo |
| Sabre por equipe   | Polónia · Jerzy Pawłowski · Wojciech Zabłocki · Andrzej Piątkowski · Emil Ochyra · Egon Franke                        | Hungria · Péter Bakonyi · József Gyuricza · Zoltán Horváth · Tamás Mendelényi · Miklós Meszéna · Tibor Pézsa | União Soviética · Umiar Mavlijanov · Nugzar Asatiani · Lev Kuznetsov · Mark Rakita · Yakov Rylski · Valeri Shchitny                     |

Feminino
| Evento             | Ouro                                                                                           | Prata | Bronze                                                                                                 |
| Florete individual | Roménia · Olga Szabó-Orbán                                                                     | União Soviética · Galina Gorokhova | Hungria · Katalin Juhász                                                                               |
| Florete por equipe | Hungria · Mária Gulácsy · Magdolna Nyári-Kovács · Katalin Juhász · Ildikó Rejtő · Paula Marosi | União Soviética · Svetlana Baranova-Sodatova · Galina Gorojova · Valentina Prudskova · Valentina Rastvorova · Tatiana Samusenko · Aleksandra Zabelina | Itália · Irene Camber · Bruna Colombetti · Giovanna Masciotta · Antonella Ragno · Natalina Sanguinetti |

## Quadro de medalhas
| Ordem | País               | Medalha de ouro | Medalha de prata | Medalha de bronze |    |
| ----- | ------------------ | --------------- | ---------------- | ----------------- | -- |
| 1     | Hungria            | 3               | 3                | 1                 | 7  |
| 2     | União Soviética    | 2               | 2                | 2                 | 6  |
| 3     | Polónia            | 1               | 2                | 1                 | 4  |
| 4     | França             | 1               |                  | 2                 | 3  |
| 5     | Roménia            | 1               |                  |                   | 1  |
| 6     | Suécia             |                 | 1                |                   | 1  |
| 7     | Itália             |                 |                  | 1                 | 1  |
|       | Alemanha Ocidental |                 |                  | 1                 | 1  |
| TOTAL | TOTAL              | 8               | 8                | 8                 | 24 |